# Anolis tandai
Espèce
Synonymes
- Anolis nitens tandai Ávila-Pires, 1995
- Norops tandai (Ávila-Pires, 1995)

Anolis tandai est une espèce de sauriens de la famille des Dactyloidae. 

## Répartition
Cette espèce se rencontre au Brésil en Acre, en Amazonas, au Rondônia, au Pará et au Mato Grosso et au Pérou dans le bassin du Río Urubamba.

## Publication originale
- Ávila-Pires, 1995 : Lizards of Brazilian Amazonia (Reptilia: Squamata). Zoologische Verhandelingen, vol. 299, p. 1–706.